# شاخص فلاکت

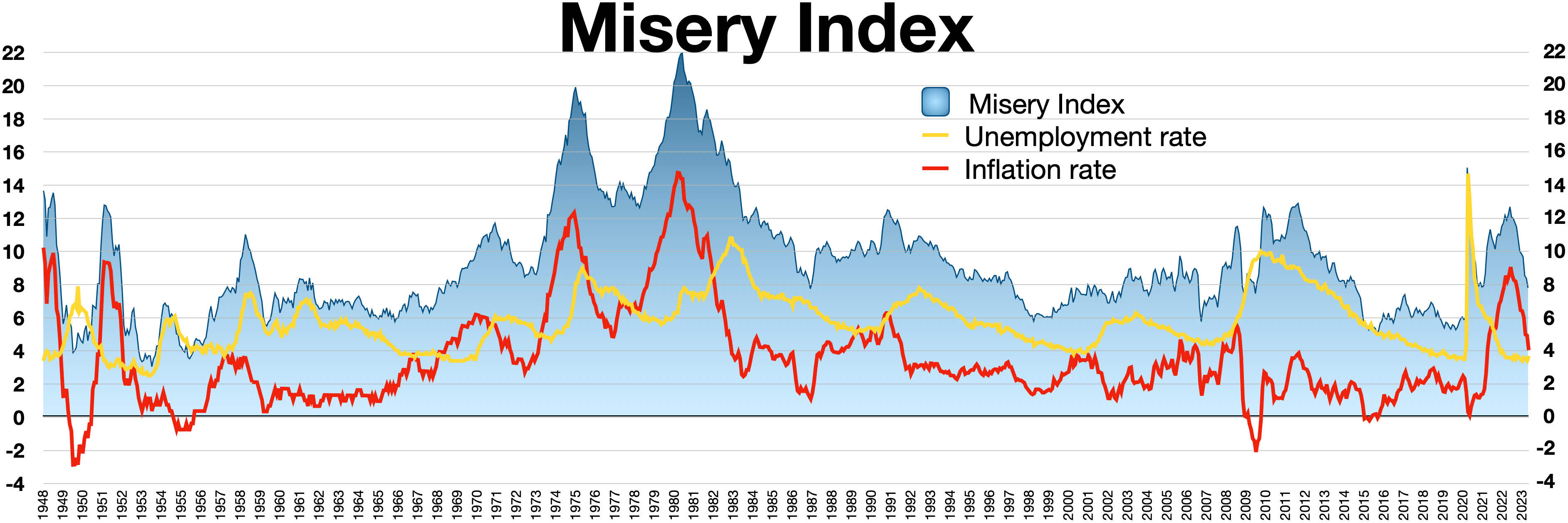
شاخص فلاکت
شاخص فلاکت
نرخ بیکاری
نرخ تورم سی‌پی‌آی

شاخص فلاکت (به انگلیسی: Misery index) یک نشانگر اقتصادی است که توسط اقتصاددان آرتور ملوین اکون تبیین شده است و از افزودن نرخ بیکاری به نرخ تورم بدست می‌آید. باور بر این است که تورم فزاینده در کنار بیکاری رو به افزایش برای یک کشور، هزینه‌های اقتصادی و اجتماعی در برخواهد داشت. این شاخص با شاخص مشابه دیگری که توسط رابرت بارو ابداع شده تفاوت دارد چرا که شامل تولید ناخالص داخلی و نرخ بانکی نیست.

## انواع
رابرت بارو، اقتصاددانی از دانشگاه هاروارد، در سال ۱۹۹۹ شاخصی مشابه این طراحی کرد و آن را «شاخص فلاکت بارو» (به انگلیسی: Barro Misery Index؛ مخفف: BMI) نامید. بی‌ام‌آی مجموع نرخ تورم و بیکاری بود که نرخ بهره به اضافهٔ (منهای) کسری (مازاد) بین نرخ واقعی و نرخ رشد تولید ناخالص داخلی نیز به آن دو اضافه می‌شد.
در اواخر دههٔ ۲۰۰۰، استیو هنکی، اقتصاددانی از دانشگاه جانز هاپکینز، شاخص فلاکت بارو را اصلاح کرد و شروع به اعمال آن در کشورهایی فراتر از ایالات متحده کرد. شاخص فلاکت اصلاح شدهٔ او مجموع نرخ بهره، تورم و بیکاری منهای درصد تغییر سالانه در رشد تولید ناخالص داخلی سرانه است.

## ارتباط با سیاست
جیمی کارتر کاندیدای ریاست جمهوری سال ۱۹۷۶ ایالات متحده، در رقابت‌ها به این شاخص اشارات فراوانی داشت که در آن زمان در حدود ۱۴ درصد بود و گفت کسی که موجب چنین رقم بالائی از فلاکت است حتی حق خواستن رای و رئیس‌جمهور شدن را هم ندارد. البته در زمان خود کارتر این شاخص به بالای بیست درصد رسید و وی در برابر رونالد ریگان شکست خورد.
محسن رضائی کاندیدای ریاست جمهوری ایران در سال ۱۳۸۸ نیز در مناظرهٔ تلویزیونی با محمود احمدی‌نژاد، به افزایش این شاخص به نزدیکی ۴۰ درصد در طول دورهٔ ریاست احمدی‌نژاد اشاره کرد و گفته‌های احمدی‌نژاد دال بر بهبود وضعیت کشور را رد کرد.

## رابطه با دیگر شاخص‌ها
برخی اقتصاددانان عقیده دارند شاخص فلاکت دارای رابطهٔ مستقیمی با جرم و جنایت در جامعه است و روند تغییر این شاخص با فاصلهٔ حدود یک سال در شاخص جرم و جنایت تأثیر می‌گذارد، برعکس شاخص فلاکت، شاخص ناامیدی که به اثر شاخص سهام بر نرخ خودکشی دلالت دارد، وقفهٔ زمانی کوتاهتری میان دو نرخ را در نظر می‌گیرد.